# Hormone chorionique gonadotrope humaine
Pour les articles homonymes, voir HCG.
L'hormone chorionique gonadotrope humaine, encore appelée gonadotrophine  humaine ou hCG (de l'anglais : human chorionic gonadotropin) est une hormone glycoprotéique produite au cours de la grossesse de la femme, fabriquée par l'embryon peu de temps après la conception et plus tard par le trophoblaste (un tissu du placenta).
Il n'existe des gonadotropines chorioniques que chez les primates (chez l'espèce humaine, il s'agit de l'hCG) et chez les équidés (chez la jument, il s'agit de la gonadotrophine chorionique équine – ou eCG pour equine chorionic gonadotropin, autrefois dénommée PMSG pour Pregnant Mare Serum Gonadotropin).

## Structure
L'HCG est une glycoprotéine composée de 237 acides aminés d'une masse moléculaire de 36,7 kDa. C'est un hétérodimère, avec une sous-unité α (alpha) (en) identique à la sous-unité α (alpha) de l'hormone lutéinisante (LH), l'hormone folliculo-stimulante (FSH), et l'hormone stimulant la thyroïde (TSH) et comptant 92 acides aminés. Sa sous-unité β (bêta) quant à elle est 67 % identique à l'hormone LH, elle compte 145 acides aminés et est responsable de son activité fonctionnelle. Cette protéine présente une structure quaternaire puisque deux chaînes polypeptidiques interviennent dans la formation de la glycoprotéine qui ne sont pas liées par des liaisons fortes notamment comme les ponts disulfures. Cette hormone est sécrétée tôt, environ 8 jours après la fécondation et a une durée de vie de 24 heures.

## Fonction
La fonction de l’hCG est essentiellement le maintien du corps jaune qui est responsable de la sécrétion de progestérone et d'oestrogène les trois à quatre premiers mois de grossesse. Mais elle a aussi un effet antigonadotrope puisqu’elle inhibe la sécrétion de la LH et de la FSH. L’hCG est dite stéroïdogène puisqu’elle favorise la sécrétion de progestérone du corps jaune mais aussi parce qu’elle stimule la sécrétion des stéroïdes des gonades fœtales. La régulation de la synthèse et de la sécrétion d’hCG est assurée par une GnRH trophoblastique.

## Taux physiologiques
- Dosage chez un homme : < 8  à   10 mIU/mL
- Dosage chez une femme hors grossesse : < 10  à   15 mIU/mL

10 mIU/mL de hCG correspondent à environ 0.7ng/mL.

### Durant la grossesse
Ces taux sont approximatifs et valables pour les grossesses non gémellaires. Ils ne permettent pas de dater la grossesse avec précision :
- première semaine après implantation : 20  à   30 mIU/mL ;
- deuxième semaine : 30  à   100 mIU/mL ;
- troisième semaine : 100  à   1 000 mIU/mL ;
- quatrième semaine : 1 000  à   10 000 mIU/mL ;
- deuxième trimestre : 10 000  à   30 000 mIU/mL ;
- troisième trimestre : 5 000  à   15 000 mIU/mL.

Durant la grossesse l'hCG peut aussi être mesurée pour la réalisation du triple test.
Le temps de demi-vie est de 24-36 heures.

## Utilisation du dosage

### Test de grossesse
La hCG est élaborée par le syncytiotrophoblaste du blastocyste à la suite de son implantation dans la muqueuse utérine. Cette hormone permettra le maintien du corps jaune dans l'ovaire. Elle sera retrouvée dans le sang de la mère (prise de sang) et aussi dans l'urine où elle est excrétée. Les tests de grossesse urinaires fonctionnent grâce à des anticorps anti-hCG qui se lieront avec l'hormone.

### Marqueur tumoral
L'hormone gonadotrophine chorionique est aussi sécrétée par différentes tumeurs cancéreuses :
- certains tératomes ;
- certains cancers du testicule (100 % des choriocarcinomes, 50 % des tumeurs non séminomateuses et 10 % des séminomes purs (forme syncitiotrophoblastique)) ;
- choriocarcinomes ;
- môle hydatiforme ;
- certaines tumeurs neuroendocrines.

La mesure de la gonadotrophine peut aider le médecin à diagnostiquer ces tumeurs mais est aussi utile pour le suivi médical. En effet, la concentration d’hCG diminuera si le traitement (chimiothérapie et/ou excision chirurgicale) éradique la tumeur. De même, elle augmentera lors d’une récidive.

## Utilisation de la molécule
L'hCG est utilisée pour gérer la reproduction de plusieurs espèces en élevage, chez le panga,, un poisson d'origine asiatique, chez la chatte et chez la jument (pour provoquer l'ovulation, du fait de son activité LH). Elle est également détournée de son usage médical dans le cadre du dopage aux stéroides anabolisants particulièrement dans le monde du culturisme : en activant les récepteurs d'une autre hormone, la LH, dans les cellules de Leydig, elle permet aux athlètes masculins de conserver des testicules fonctionnels et ainsi leur production naturelle de testostérone lors de la prise de produits anabolisants.
L'hCG a été utilisée comme traitement pour le syndrome de la maladie post-orgasmique.

## Production
L'hCG peut être produite en l'extrayant de l'urine des femmes enceintes ou par modification génétique (ADN recombinant).

## Controverse
Fin 2014 au Kenya, l'association des médecins catholiques du Kenya, l'Église catholique y gérant 54 hôpitaux, 83 centres de santé, 17 écoles de médecins et d'infirmiers au sein d'un réseau de soins qui procure également des vaccinations, a affirmé avoir trouvé un antigène de synthèse, l'hormone chorionique gonadotrope humaine, dans un vaccin antitétanique, injecté durant la campagne de vaccination soutenue par le gouvernement kényan. Le gouvernement a catégoriquement démenti la présence de ces hormones dans les vaccins, qui n'aurait de toute manière pas eu d'effet stérilisateur.